# Chastanier
Chastanier – miejscowość i gmina we Francji, w regionie Oksytania, w departamencie Lozère.
Według danych na rok 1990 gminę zamieszkiwało 113 osób, a gęstość zaludnienia wynosiła 11 osób/km² (wśród 1545 gmin Langwedocji-Roussillon Chastanier plasuje się na 789. miejscu pod względem liczby ludności, natomiast pod względem powierzchni na miejscu 742.).